# ミルキング
ミルキングとは、長寿命の親放射性核種から短命の放射性物質を継続的に供給する方法で、核医学の分野で放射性医薬品を供給する為によく使用される。
親核種の半減期が娘核種より長い場合、過渡平衡関係が成立する。その様な場合、発生装置（ジェネレータ）内に溶媒等を流し込み、担持された親核種から目的の娘核種を分離し、それを繰り返す事が出来る。その方法が「乳搾り」に例えられ、日本でもミルキングと呼ばれる。通常、親核種の寿命の間に数回繰り返す事が可能である。
発生装置を使用することで、短命の放射性核種を元の製造場所（通常は原子炉）から個々のユーザーに配布するという課題を回避する事が出来る。具体的には、 輸送中に崩壊が進行して活性が低下する為に、最終的に供給量が少なすぎたり、逆に出荷量を大幅に増やす必要がある（製造コストや輸送コストが追加される）事を指す。放射性核種を現場で製造する為の発生装置の代替手段としてサイクロトロンがあるが、同じ放射性核種を両方の方法で提供出来る事は稀である。大規模なセンターにサイクロトロンを設置する事は可能であるが、発生装置よりもはるかに高価で複雑である。場合によっては、サイクロトロンを使って発生装置の親核種を製造する事もある。
娘製品の有用な特性を利用する目的で患者に投与される長寿命の放射性核種は、in-vivoジェネレータと呼ばれるが、日常的に臨床で使用される事はない。

## 商用または実験的発生装置
|              | 親核種 | 親核種の半減期 | 娘核種 | 娘核種の半減期 |
| ------------ | ------ | -------------- | ------ | -------------- |
| テクネチウム | 99Mo   | 2.7489(6) d    | 99mTc  | 6.0058(12) h   |
| ルビジウム   | 82Sr   | 25.36(3) d     | 82Rb   | 1.273(2) min   |
| ガリウム     | 68Ge   | 270.95(16) d   | 68Ga   | 67.71(9) min   |
| 銅           | 62Zn   | 9.186(13) h    | 62Cu   | 9.673(8) min   |
| クリプトン   | 81Rb   | 4.570(4) h     | 81mKr  | 13.10(3) s     |
| イットリウム | 90Sr   | 28.90(3) y     | 90Y    | 64.053(20) h   |
| レニウム     | 188W   | 69.78(5) d     | 188Re  | 17.0040(22) h  |

## 関連文献
- “Generator Module”. Human Health Campus.   International Atomic Energy Agency. 2021年5月23日閲覧。

- 安斎育郎著　『放射線と放射能』　ナツメ社　2007年2月14日初版発行　ISBN 9784816342554

## 参考資料
1. ↑  Rösch, F; Knapp, F F (2003). “Radionuclide Generators”. In Vértes, Attila; Nagy, Sándor; Klencsár, Zoltan et al. (英語). Handbook of Nuclear Chemistry: Radiochemistry and radiopharmaceutical chemistry in life sciences. Springer Science & Business Media. ISBN 9781402013164
2. 1 2  Vallabhajosula, Shankar (2009) (英語). Molecular Imaging: Radiopharmaceuticals for PET and SPECT. Springer Science & Business Media. p. 56. ISBN 9783540767350
3. ↑  Saha, Gopal B. (2010) (英語). Fundamentals of Nuclear Pharmacy. Springer. p. 67. ISBN 9781441958600
4. ↑  Currie, GM; Wheat, JM; Davidson, R; Kiat, H (September 2011). “Radionuclide production”. Radiographer 58 (3):  46–52. doi:10.1002/j.2051-3909.2011.tb00155.x.
5. ↑  IAEA (2008). Cyclotron produced radionuclides : principles and practice.. Vienna: International Atomic Energy Agency. ISBN 978-92-0-100208-2
6. ↑  Edem, Patricia E.; Fonslet, Jesper; Kjær, Andreas; Herth, Matthias; Severin, Gregory (2016). “In Vivo Radionuclide Generators for Diagnostics and Therapy”. Bioinorganic Chemistry and Applications 2016:  1–8. doi:10.1155/2016/6148357. PMC 5183759.
7. 1 2  中山守雄 (1914). “核医学技術の基礎「ジェネレータの原理と臨床への適用（99Mo/99mTc, 68Ge/68Gaを中心に）」”. 臨床核医学 47 (69):  88-90.
8. ↑  “クリプトン (81mKr) ジェネレータ”. 2021年5月23日閲覧。
9. 1 2  IAEA (2009). Therapeutic radionuclide generators : ⁹⁰Sr/⁹⁰Y and ¹⁸⁸W/¹⁸⁸Re generators.. Vienna: International Atomic Energy Agency. ISBN 978-92-0-111408-2